# Obîșce, Olevsk
Obîșce (în ucraineană Обище) este un sat în comuna Tepenîțea din raionul Olevsk, regiunea Jîtomîr, Ucraina.

## Demografie
Componența lingvistică a localității Obîșce
     Ucraineană (100%)
Conform recensământului din 2001, toată populația localității Obîșce era vorbitoare de ucraineană (100%).